# Viscum heyneanum
Viscum heyneanum är en sandelträdsväxtart som beskrevs av Dc.. Viscum heyneanum ingår i släktet mistlar, och familjen sandelträdsväxter. Inga underarter finns listade i Catalogue of Life.